# Бергер, Вильгельм Георг
Вильгельм Георг Бергер (нем. Wilhelm Georg Berger; 4 декабря 1929, Рупя, жудец Брашов — 8 марта 1993, Бухарест) — румынский композитор, музыковед и альтист из трансильванских саксов.

## Биография
Окончил Бухарестскую консерваторию (1952) как альтист, ученик Александре Рэдулеску. Одновременно частным образом брал уроки скрипки у Антона Адриана Сарваша и Чечилии Ницулеску-Лупу. В 1948—1958 гг. играл на альте в Бухарестском филармоническом оркестре, а в 1953—1958 гг. также и в составе струнного квартета Союза композиторов Румынии. В студенческие годы начал пробовать себя в области композиции, первоначально как автор вокальных циклов, в 1954 г. написал свой первый струнный квартет, с начала 1960-х гг. посвятил себя преимущественно композиции. В 1965 г. был удостоен первой премии на конкурсе произведений для струнного квартета в Льеже и разделил с Рудольфом Бруччи первое место на Конкурсе имени королевы Елизаветы в Брюсселе.

## Творческое наследие
Творческое наследие Бергера включает 24 симфонии (наиболее известна Десятая, для органа и оркестра, 1974), 21 струнный квартет, более пятнадцати инструментальных концертов, камерные, вокальные и хоровые сочинения. Как музыковед Бергер опубликовал пятитомную историю симфонической музыки (рум. Muzica simfonică; 1967—1977), серию из двух книг «Струнный квартет от Гайдна до Дебюсси» (рум. Cvartetul de coarde de la Haydn la Debussy, 1970) и «Струнный квартет от Регера до Энеску» (рум. Cvartetul de coarde de la Reger la Enescu, 1979), цикл из пяти работ «Эстетика сонаты», увенчавшийся «Общей теорией сонаты» (рум. Teoria generală a sonatei; 1987), и др.